# Riu Coello
El riu Coello és un riu colombià afluent del riu Magdalena i que es troba en el departament de Tolima. Neix en el Nevado del Tolima com a riu Toche, i rep les aigües dels rius Tochecito, Bermellón, Cocora i Combeima, abans de desembocar a l'altura del municipi de Coello. Les seves aigües són utilitzades per al reg dels cultius d'arròs, per la qual cosa l'augment de la temperatura a la regió i l'escassetat en les precipitacions amenacen amb assecar-lo.